# Ion Bazac
Ion Bazac (Bucareste, 27 de julho de 1968) é um médico e político romeno. Filiado ao Partido Social-Democrata (PSD), foi ministro da Saúde no gabinete de Emil Boc entre 2008 e 2009. Em 2002, foi feito cavaleiro da Ordem Nacional do Mérito.
Em 2007 e 2008, trabalhou tanto para a Inox, fabricante de aço inoxidável, quanto como presidente do conselho da Forza Rossa (nome italiano que significa "Força Vermelha"), representante da Ferrari na Romênia. Ele também era o dono da Forza Rossa Racing, um projeto de equipe de Fórmula 1 que pretendia fazer sua estreia na categoria na temporada de 2015, mas no final não aconteceu. A sua estreia na temporada de 2016 também não foi possível já que a Federação Internacional de Automobilismo (FIA) não aprovou a entrada de nenhuma nova equipe, além da Haas F1 Team. Todo o projeto seria de financiamento privado. Se a FIA tivesse aprovado o projeto a equipe tinha planos em estrear no Mundial na temporada de 2015 usando motores Renault. Havia rumores que o ex-chefe das antigas equipes de Fórmula 1 Jordan, Midland, Spyker e HRT, Colin Kolles seria o chefe da nova equipe. E, sua sede seria situada nos arredores da cidade de Munique, na Alemanha, em uma estrutura de propriedade de Kolles.